# The Second City Saints
The Second City Saints è stata una stable di wrestling, attiva nella Ring of Honor, formata da CM Punk, Colt Cabana e Ace Steel. Le loro manager erano Lucy e Traci Brooks. 
Prima che CM Punk lasciasse la ROH nell'agosto 2005, la stable ebbe delle rivalità con Raven, The Prophecy e Generation Next. Dopo l'uscita di Punk, Cabana e Steel non ebbero grande successo e vennero sconfitti da Jimmy Rave e Sal Rinauro. Ci fu anche un match molto violento nel quale CM Punk venne gettato in un tavolo ricoperto da filo spinato. 
Steel, Punk e Cabana firmarono poi tutti per la WWE ma Punk quasi immediatamente mandato nel roster ECW mentre gli altri due rimasero in Ohio Valley Wrestling. Tuttavia, Steel venne licenziato il 4 febbraio 2008 mentre Cabana debuttò a Smackdown come Scotty Goldman ma in breve, fu licenziato.
Nel 2004, è uscito in DVD riguardante la stable chiamato Chicago's Elite: The Best of the Second City Saints.

## Nel wrestling
Punk e Cabana
- Doomsday dropkick
- Armwave dance seguita da un double elbow drop
- Chicago Crab (Cabana) / Seated chinlock (Punk) combinazione
- Pendulum backbreaker (Cabana) seguita da un slingshot somersault senton (Punk)

Steel e Cabana
- Colt .46 (Colt .45 (Cabana) / Hangman's neckbreaker (Steel) combinazione)
- Chicago Crab (Cabana) / Seated chinlock (Steel) combinazione

## Titoli e riconoscimenti
Ring of Honor
- ROH World Tag Team Championship (2) - CM Punk & Colt Cabana